# Terzo d'Aquileia
Terzo d'Aquileia (friülà Tierç) és un municipi italià, dins de la província d'Udine. És a la regió de la Bassa Friülana. L'any 2007 tenia 2.660 habitants. Limita amb els municipis d'Aquileia, Cervignano del Friuli, Grado (GO), Torviscosa i Villa Vicentina.

## Administració
| Període | Identitat      | Partit        |
| ------- | -------------- | ------------- |
| 2004-   | Fulvio Tomasin | Llista cívica |